# Desmico
Desmico é uma jogada de ataque utilizada no voleibol, em que o atacante de ponta corre por trás do meio-de-rede para bater a bola que, aparentemente, seria do central. Se bem treinada, torna-se uma jogada quase mortal, já que o bloqueio adversário acaba sendo induzido a marcar apenas o atleta de meio. Se popularizou na década de 60.
A jogada Desmico de Saída é usada para a mesma finalidade do Desmico normal, mas é feita com o atacante de meio de rede batendo uma bola rápida de tempo com o jogador de saída de rede (intermediária) batendo uma meia bola atrás do mesmo.

## Origem do nome
Desmico é uma forma simplificada de desmicorética. A origem deste termo se deu nos Jogos Mundiais Universitários, realizados em Paris, em 1957. Foram os atletas da seleção brasileira que copiaram as jogadas da ex-União Soviética e atendendo à sugestão do capitão da equipe, o paulista Álvaro Caíra, adotou esse nome.